# Eberhard von Gemmingen zu Bürg
Eberhard von Gemmingen zu Bürg (* um 1500; † 2. September 1572 in Bürg) war Grundherr in Bürg, Widdern, Maienfels, Presteneck und Treschklingen sowie Burgmann zu Oppenheim.

## Leben
Er war ein Sohn des Eberhard von Gemmingen († 1501) aus dessen 1492 geschlossener zweiter Ehe mit Magdalena von Adelsheim (um 1460–1516). Er war eine Frühgeburt und kam in eine Art Brutkasten in einem hohlen Ziegel hinter dem Ofen. Nach dem Tod des bereits betagten Vaters, von dem er Bürg und ein Drittel von Widdern erbte, lebte er bei der Mutter in Bürg. Das mütterliche Erbe bestand aus einem Drittel von Maienfels und Leibenstadt. Was er an Barschaften von der Mutter erbte, hat er in seiner Jugendzeit binnen eines Jahres rasch in schlechter Gesellschaft verprasst. Der entfernt verwandte Dietrich († 1526) auf Burg Guttenberg wirkte mäßigend auf ihn ein und hat sich nach geeigneten Ehepartnerinnen für Eberhard umgeschaut. Barbara von Wolfskehl (1501–1545) war die einzige Tochter von Dietrichs Schwester Anna. Die Vermählung fand im Jahr 1518 statt und über Barbara kam Eberhard in den Besitz eines Guts in Oppenheim. Eberhards Gesellen versuchten anfangs noch, ihn von seiner tugendhaften Frau abzubringen, doch Eberhard fügte sich in die Ehe und führte einen guten Haushalt, der das Vermögen der Eheleute verdoppelte. Er erwarb Güter und Höfe in Oppenheim, Dexheim und Schwabsberg, den Präsenzhof in Cleversulzbach (1522) und den Lautenbacher Hof (1537) sowie die Orte Presteneck, Buttenhausen und Treschklingen (1538). 
1533 war er Burgmann zu Oppenheim. 1545 ließ er das Schloss Bürg erneuern. Auch in späten Jahren hat er seinen Besitz weiter vermehrt. So erwarb er 1556 ein Sechzehntel des ehemals von Beckingeschen Weinzehnten zu Rappach und tauschte ihn mit weiteren Gülten gegen Fruchtgülten in Degmarn und Oedheim. 1569 und 1570 erwarb er insgesamt drei Viertel des Zehnten in Wolfskehl.
Wie seine entfernten Verwandten Dietrich († 1526), Philipp († 1544) und Wolf († 1555) war er früh reformatorisch gesinnt und führte die Reformation in seinen Gebieten durch. Als der reformatorische Pfarrer Erhard Schnepf 1548 Tübingen verlassen musste, fand er zeitweilig Unterkunft bei Eberhard von Gemmingen.
Eberhard von Gemmingen zu Bürg und seine beiden Frauen wurden in Neuenstadt am Kocher beigesetzt.

## Familie
Aus der 1518 geschlossenen Ehe mit Barbara von Wolfskehl entstammten zahlreiche Nachkommen, von denen ihn sieben Kinder überlebten. Nach dem Tod seiner ersten Frau heiratete er 1546 Helena von Schellenberg († 1577), die Witwe des Erasmus von Mentzingen. Der zweiten Ehe entstammten keine Kinder mehr. Bei der Teilung seines Erbes im Jahr 1581 erhielt der Sohn Eberhard (1527–1583) Bürg, der Sohn Hans Walther († 1591) Presteneck und der Sohn Reinhard (1532–1598) Treschklingen mit Oppenheim. 
Nachkommen:
- Pleikard († 1547), gilt gemäß der Schöntaler Klosterchronik als Erbauer von Schloss Presteneck
- Magdalena († 1543) ⚭ Ludwig Wolf von Flehingen
- Anna († 1558) ⚭ Wolf Wambold von Umbstadt
- Reinhard (jung gestorben)
- Schweikard († 1568)
- Hans Philipp (jung gestorben)
- Walter (jung gestorben)
- Gertraud († 1548)
- Elisabeth († 1590) ⚭ Philipp von Liebenstein
- Eberhard (1527–1583) ⚭ Maria Greck von Kochendorf, 1. Ast (Bürg)
- Reinhard (1532–1598) ⚭ Helena von Massenbach (1534–1601), 2. Ast (Neckarzimmern)
- Hans Walther (um 1540–1591) ⚭ Agnes von Altdorf († 1593), erhielt Presteneck, starb aber kinderlos